# Давид Давіс
Давид Давіс  (ісп. David Davis, 25 жовтня 1976) — іспанський гандболіст, олімпійський медаліст.

## Виступи на Олімпіадах
| Олімпіада  | Дисципліна | Місце |
| ---------- | ---------- | ----- |
| Пекін 2008 | гандбол    | 3     |